# Desmodium coloniense
Desmodium coloniense är en ärtväxtart som beskrevs av Marcus Eugene Jones. Desmodium coloniense ingår i släktet Desmodium och familjen ärtväxter. Inga underarter finns listade i Catalogue of Life.